# Pachyramphus
Pachyramphus är ett fågelsläkte i familjen tityror inom ordningen tättingar. Släktet omfattar 17 arter med utbredning från sydvästra USA till norra Argentina samt på Jamaica:
- Grönryggig bekard (P. viridis)
- Bandad bekard (P. versicolor)
- Skifferbekard (P. spodiurus)
- Gråbekard (P. rufus)
- Rostkronad bekard (P. castaneus)
- Kanelbekard (P. cinnamomeus)
- Smalnäbbad bekard (P. salvini) – nyligen urskild art
- Vitvingad bekard (P. polychopterus)
- Svarthättad bekard (P. marginatus)
- Svartvit bekard (P. albogriseus)
- Gråhalsad bekard (P. major)
- Vitbröstad bekard (P. surinamus)
- Enfärgad bekard (P. homochrous)
- Smyckesbekard (P. minor)
- Tofsbekard (P. validus)
- Rosastrupig bekard (P. aglaiae)
- Jamaicabekard (P. niger)